# آدریانا لا سروا
آدریانا لا سروا (انگلیسی: Adriana La Cerva) یک شخصیت خیالی در سریال تلویزیونی خانواده سوپرانو محصول شبکه اچ‌بی‌او است. این شخصیت توسط دریا د ماتیو به تصویر کشیده شده است. او دوست دختر قدیمی و بعدها نامزد نوچه تونی سوپرانو، کریستوفر مولتیسانتی است. دی متئو برای بازی خود در این نقش برنده جایزه امی ۲۰۰۴ برای جایزه امی ساعات پربیننده برای بهترین بازیگر نقش مکمل زن در مجموعه تلویزیونی درام شد. او در همان سال برای همان نقش نامزد جایزه گلدن گلوب برای بهترین نقش مکمل زن نیز شد.

## تاریخچه شخصیت
آدریانا خواهرزاده جکی و ریچی آپریل است. او علاقه‌ای به سبک زندگی مافیایی ندارد و به عنوان میزبان در رستوران یکی از دوستان تونی شروع بهکار می‌کند. آدریانا در ابتدا فردی سطحی و مادی گرا به تصویر کشیده می‌شود که علاقه‌مند به چیزهایی است که با پول دوست پسرش کریستوفر می‌تواند بخرد: ماشین‌های گران‌قیمت، کفش، جواهرات، مواد مخدر، و لباس‌های طراحان معروف. علیرغم نزدیک شدن این زوج، او مکرراً قربانی خشونت خانگی کریستوفر می‌شود. پس از دعوای او و کریستوفر، او به همراه مادرش به جایی دیگر نقل مکان می‌کنند، امابرخلاف توصیه مادرش او قانع به بازگشت می‌شود اما با وجود این، این دو در نهایت ازدواج نمی‌کنند. او به کریس نشان می‌دهد که به‌طور بالقوه نابارور است، که منجر به خشونت خانگی دیگری می‌شود. آدریانا مایل است کسب و کار خودش را داشته باشد. در فصل ۳، کریستوفر یک مشروب فروشی را در لانگ برانچ، نیوجرسی، از یک بدهکار قمار می‌گیرد و آن را به آدریانا می‌سپارد تا هر طور که می‌خواهد مدیریت کند. آدریانا نام بار را به «اسب دیوانه» تغییر داد و آن را به عنوان مکانی برای گروه‌های راک آلترناتیو محلی و به عنوان باری برای دانشجویان دانشگاه مونموث و جاهای دیگر کرد. در فصل ۴، آدریانا نشان می‌دهد که احتمالاً به دلیل عوارض سقط جنین قبلی، نابارور است. در فصل ۵، آدریانا مبتلا به کولیت اولسراتیو تشخیص داده شد.
او از سر ناچاری شروع به همکاری با پلیس فدرال کرد و در نهایت این حقیقت را برای کریستوفر فاش می‌کند، به این امید که بتوانند با هم وارد برنامه حفاظت از شاهدان شوند و زندگی جدیدی را شروع کنند. کریستوفر خشمگینانه او را کتک می‌زند و تقریباً خفه می‌کند. وفاداری او به خانواده جنایتکارش بیشتر از عشقش به آدریانا است و وضعیت او را به عنوان یک خبرچین برای تونی فاش می‌کند. آدریانای وحشت زده متوجه می‌شود چه اتفاقی افتاده و سعی می‌کند فرار کند، وقتی سیلویو به او شلیک می‌کند، چهار دست و پا از صفحه نمایش خارج می‌شود. کریستوفر بعداً در حال گذاشتن تعدادی از لباس‌هایش در یک چمدان قرمز رنگ دیده می‌شود که سپس آن‌ها را دور می‌اندازد. فورد تاندربرد آبی روشن او را در پارکینگ فرودگاه بین‌المللی لیبرتی نیوآرک رها می‌شود.

## جوایز و نامزدی‌ها
در سال ۲۰۰۴، دی متئو برای بازی در نقش آدریانا در سریال سوپرانو (فصل ۵) برنده جایزه امی ساعات پربیننده برای بهترین بازیگر نقش مکمل زن در مجموعه تلویزیونی درام شد و در همان سال برای همان نقش نامزد جایزه گلدن گلوب برای بهترین نقش مکمل زن شد.